# 경남개발공사 여자 핸드볼단
경남 개발공사 WHC(Gyeongnam Development Corporation Women's Handball Club)는 대한민국 경상남도 창원시에 있는 핸드볼 선수단이다. 경남개발공사가 운영하는 여자 세미프로 핸드볼단이며, 2007년에 창단되었다.

## 참고 문헌
- “스포츠지원포털 등록 현황”. 대한체육회.